# Центрально-Заводская линия
Центрально-Заводская линия (укр. Центрально-Заводська лінія) — единственная построенная линия Днепровского метрополитена, действующая с 29 декабря 1995 года.

## История строительства

### Хронология пусков
| Участок                     | Дата пуска      | Длина  | Кол-во станций |
| --------------------------- | --------------- | ------ | -------------- |
| «Покровская» — «Вокзальная» | 29 декабря 1995 | 7,8 км | 6              |
|                             | Всего:          | 7,8 км | 6 станций      |

### История переименований
«Коммунаровская» → «Покровская» (25.11.2015).

## Станции
Все станции Центрально-Заводской линии имеют островные платформы.

### Типы станций

#### Колонная станция глубокого заложения
Первая колонная станция на Центрально-Заводской линии — «Вокзальная» — открыта в составе первой очереди Днепровского метрополитена в 1995 году.

#### Односводчатая станция глубокого заложения
Данный тип станции представляет собой однообъёмный большой зал. Все промежуточные станции: «Метростроителей», «Металлургов», «Заводская» и «Проспект Свободы», открыты в составе первой очереди Днепровского метрополитена в 1995 году.

#### Колонная станция мелкого заложения
Такие станции располагаются на глубине не более 15 метров и имеют высокую пропускную способность в часы пик. Единственная в метрополитене станция такого типа — «Покровская» — появилась в 1995 году.

## Депо и подвижной состав

### Депо, обслуживающие линию
В настоящий момент линию обслуживает ТЧ-1 «Диевское».

### Количество вагонов в составах
С момента запуска до конца 90-х линия обслуживалась пятивагонными поездами.

### Типы вагонов, использующиеся на линии
Используемые вагоны: 81-717.5М/714.5М и 81-717.5/714.5.

## Перспективы
Строятся (за станцией «Вокзальная»): «Театральная», «Центральная» и «Музейная».
В январе 2008 года премьер-министр Украины Юлия Тимошенко, пребывая с визитом в Днепропетровске, пообещала выделить деньги на открытие до конца года двух станций: «Парус» и «Парус 2», а также на закупку оборудования (2 щита горизонтальной проходки, 1 — вертикальной и 1 — наклонной проходки) для начала полноценного строительства станций «Театральная», «Центральная» и «Исторический Музей». Также существуют планы строительства станций «Днепр» (к востоку от «Исторического Музея») и «Южный Вокзал», но все эти обещания не были выполнены, а после отказа Днепропетровску в проведении футбольного чемпионата Европы перспективы метрополитена стали совсем туманными. 26 июля 2009 года строительство метрополитена было полностью остановлено. В августе 2009 года появились сведения о том, что строительство метрополитена будет возобновлено в октябре за счёт кредитов, предоставленных правительством и частными китайскими инвесторами, на общую сумму 16 млрд грн., но эти сведения никак не подтвердились. Жители города практически не пользуются метро для сколько-нибудь длительных поездок.

## В культуре
Линия воссоздана в дополнении (моде) «Metrostroi Subway Simulator» к игре «Garry's Mod» в Steam, функционирует в виде аддона в Steam Workshop и разработана «игроком-энтузиастом». Дополнение отличается от других симуляторов высокой реалистичностью.